# Milk (phim)
Milk là một bộ phim năm 2008 về cuộc đời Harvey Milk, một chính khách và nhà hoạt động cho quyền lợi người đồng tính. Được bầu vào Hội đồng thành phố San Francisco (San Francisco Board of Supervisors), ông trở thành người đồng tính công khai đầu tiên được bầu vào chính quyền ở California. Bộ phim được đạo diễn bởi Gus Van Sant với các diễn viên Sean Penn vai Milk và Josh Brolin vai người ám sát Milk, Dan White. Khi công chiếu, bộ phim đã được ca ngợi và đánh giá cao. Phim được đề cử 8 giải Oscar và giành được giải nam diễn viên xuất sắc nhất cho Penn và giải kịch bản gốc hay nhất cho Dustin Lance Black.
Người ta đã cố gắng đưa cuộc đời Milk lên phim sau khi bộ phim tài liệu về cuộc đời và những diễn biến sau khi ông bị ám sát, Những quãng đời của Harvey Milk (The Times of Harvey Milk), đoạt giải Oscar năm 1984. Nhiều kịch bản đã được xem xét hồi đầu thập kỷ 1990 nhưng đều thất bại vì nhiều lý do cho đến năm 2007. Bộ phim được quay ở đường Castro (Castro Street) và nhiều nơi ở San Francisco.
Nội dung phim bắt đầu bằng sinh nhật lần thứ 40 của Milk khi ông sống ở New York và chưa dời qua San Francisco. Ông đã thâm nhập vào chính trường thành phố và tổ chức những chiến dịch chống đối lại những cấm đoán của Anita Bryant và John Briggs đối với người đồng tính vào năm 1977-1978. Bộ phim cũng kể về những mối tình và quan hệ chính trị của ông, cũng như mối quan hệ tế nhị với Dan White. Bộ phim được công chiếu khi biểu quyết về hôn nhân đồng tính, Đề xuất 8 (Proposition 8), diễn ra trên toàn tiểu bang.